# Naga (Zamboanga Sibugay)
Naga è una municipalità di quarta classe delle Filippine, situata nella Provincia di Zamboanga Sibugay, nella regione della Penisola di Zamboanga.
Naga è formata da 23 baranggay:
- Aguinaldo
- Baga
- Baluno
- Bangkaw-bangkaw
- Cabong
- Crossing Sta. Clara
- Gubawang
- Guintoloan
- Kaliantana
- La Paz
- Lower Sulitan
- Mamagon

- Marsolo
- Poblacion
- San Isidro
- Sandayong
- Santa Clara
- Sulo
- Tambanan
- Taytay Manubo
- Tilubog
- Tipan
- Upper Sulitan